# Léon Camille Godart
Léon Camille Godart fut un général de division français, né le 17 août 1837 à Mareuil-le-Port et décédé le 27 janvier 1928 à Paris. Il a notamment participé la guerre franco-prussienne, à la campagne de Tunisie et à l'expédition du Tonkin et a exercé en fin de carrière le rôle maire de Lenoncourt de 1912 à 1919.

## Situation personnelle

### Origines
Léon Camille Godart naît le 17 août 1837 à Mareuil-le-Port, dans la Marne. Il est le fils d'un agriculteur, Eugène Etienne Godart, son père, et de Ursule Françoise Eléonore Nicaise, sa mère.

### Formation
Léon Camille Godart commence des études brillantes au lycée de Reims, puis au lycée Charlemagne, à Paris. C'est en 1857, qu'il intègre l’École spéciale militaire de Saint-Cyr dans la 42ᵉ promotion. Il achève sa formation en 1859 et entame sa carrière dans l'armée française.

### Vie privée
Il épouse le 21 décembre 1864, Marguerite Antoinette Lafont (1843-1890)
2 ans après la mort de son épouse, le 8 décembre 1892 à Commercy, il se marie à Marguerite Gayet de Preuilly (1847-1897), fille du général François Léon de Preuilly (1802-1873) et d'Anne Joséphine Vincent (1815-1886).
4 ans après la mort de son épouse, le 2 juin 1900, il se marie avec Anne de Birague (1859-1933), fille du commandant Gustave Edouard Antoine de Birague (1827-1864) et de Fanny Thomas (1841-1862).

## Parcours militaire

### Occupation de Rome
En 1865, il est promu lieutenant et est affecté au 69e régiment d'infanterie à Rome, lors de l'occupation de la ville par les troupes françaises.

### Guerre franco-prussienne (1870-1871)
Au début du conflit, Léon Camille Godart est affecté en tant qu’officier d’ordonnance auprès des généraux Béville, Lauriston et Maud’huy. Il participe successivement aux batailles de Mézières et de Sedan. Après le désastres à Sedan, il prend part à l'armée du général Vinoy qui se replie à Paris. Il participe alors au siège de Paris avec le 110e régiment d'infanterie. En septembre 1870, il se blesse sur le champ de bataille et reçoit une citation à l'ordre de sa division. Il est fait Chevalier de la Légion d'Honneur. Le 2 octobre 1870, il est promu capitaine. Il est ensuite de nouveau engagé lors du second siège de Paris et se blesse à nouveau. Il est cité à l'ordre de l'armée de Versailles.

### Campagne de Tunisie (1881)
Durant la campagne de Tunisie, il commande un bataillon dans la colonne du sud et, en 1882, il est promu chef de bataillon.

### Campagne du Tonkin (1883-1886)
Il prend la tête du 23e régiment d'infanterie et participe aux combats de Bac Ninh, de Tau Mann, de Phu Lang Thuong, de Kep, de Hong Hoa, de Bac Loc, de Bay Say, des Montagnes Rocheuses, de la route Mandarine et de Thain Moy. Il est promu Officier de la Légion d’Honneur le 5 mai 1884et est cité à l'ordre du corps expéditionnaire. Le 3 octobre 1884, il est promu lieutenant-colonel et participe à la reconstruction du fort de Kep.

### Après-guerre
De retour en France, il est nommé colonel le 1er juillet 1887, à la tête du 115e régiment d'infanterie. Il est fait général de brigade le 21 décembre 1891 et organise la 77e brigade d'infanterie à Commercy. Nommé général de division le 19 octobre 1896, il obtiendra le titre de Commandeur de la Légion d'Honneur le 28 septembre 1897 et de Grand Officier de la Légion d'Honneur le 30 décembre 1901. Il commandera jusqu'en 1902, date de sa mise au cadre de réserve. Il débute alors une carrière politique dans les rangs des radicaux socialistes et devient maire du village de Lenoncourt entre 1912 et 1919. Il a notamment aidé le village lors de la première guerre mondiale et a érigé le monument aux morts de la commune.

## États de services
- 1865 : nommé lieutenant, affecté au 69e régiment d'infanterie
  - Affecté au 110e régiment d'infanterie
- 2 octobre 1870 : promu capitaine
  - Il reste au 110e régiment d'infanterie
  - Devient enseignant à l'école de tir de Dunkerque
- 1882 : promu chef de bataillon
  - Affecté au 23e régiment d'infanterie
- 3 octobre 1884 : promu lieutenant-colonel
- 1er juillet 1887 : promu colonel
  - Affecté au 115e régiment d'infanterie
- 2 décembre 1891 : promu général de brigade
  - Organise la 77e brigade d'infanterie
- 19 octobre 1896 : promu général de division
  - Commande la 16e division d'infanterie
  - Commande le 8e corps d'armée
- 1902 : mise au cadre de réserve

## Décorations

### Intitulés

#### Décorations françaises
- Grand Officier de la Légion d'honneur (1901)